# Lista över fornlämningar i Norrköpings kommun (Jonsberg)
Lista över fornlämningar i Norrköpings kommun (Jonsberg) är en förteckning av ett urval av de fornlämningar som finns i Jonsberg i Norrköpings kommun.
| Namn                        | Lämningstyp      | Tillkomsttid | Historisk indelning    | Plats | Läge                 | ID-nr          | Bild                                 |
| --------------------------- | ---------------- | ------------ | ---------------------- | ----- | -------------------- | -------------- | ------------------------------------ |
| Jonsberg 1:1                | Stensättning     |              | Jonsberg, Östergötland |       | 58.488456, 16.849535 | 10044100010001 | Ladda upp en bild av detta fornminne |
| Jonsberg 2:1                | Stensättning     |              | Jonsberg, Östergötland |       | 58.492055, 16.849468 | 10044100020001 | Ladda upp en bild av detta fornminne |
| Jonsberg 3:1                | Stensättning     |              | Jonsberg, Östergötland |       | 58.492587, 16.850285 | 10044100030001 | Ladda upp en bild av detta fornminne |
| Jonsberg 4:1                | Gravfält         |              | Jonsberg, Östergötland |       | 58.489966, 16.846979 | 10044100040001 | Ladda upp en bild av detta fornminne |
| Jonsberg 5:1                | Stensättning     |              | Jonsberg, Östergötland |       | 58.492997, 16.840395 | 10044100050001 | Ladda upp en bild av detta fornminne |
| Jonsberg 6:1                | Stensättning     |              | Jonsberg, Östergötland |       | 58.494982, 16.837576 | 10044100060001 | Ladda upp en bild av detta fornminne |
| Jonsberg 6:2                | Stensättning     |              | Jonsberg, Östergötland |       | 58.494991, 16.837806 | 10044100060002 | Ladda upp en bild av detta fornminne |
| Jonsberg 6:3                | Stensättning     |              | Jonsberg, Östergötland |       | 58.495074, 16.837603 | 10044100060003 | Ladda upp en bild av detta fornminne |
| Jonsberg 7:1                | Stensättning     |              | Jonsberg, Östergötland |       | 58.494968, 16.838090 | 10044100070001 | Ladda upp en bild av detta fornminne |
| Jonsberg 7:2                | Stensättning     |              | Jonsberg, Östergötland |       | 58.495008, 16.838242 | 10044100070002 | Ladda upp en bild av detta fornminne |
| Jonsberg 8:1                | Stensättning     |              | Jonsberg, Östergötland |       | 58.494636, 16.838472 | 10044100080001 | Ladda upp en bild av detta fornminne |
| Jonsberg 8:2                | Stensättning     |              | Jonsberg, Östergötland |       | 58.494589, 16.838810 | 10044100080002 | Ladda upp en bild av detta fornminne |
| Jonsberg 8:3                | Stensättning     |              | Jonsberg, Östergötland |       | 58.494483, 16.838481 | 10044100080003 | Ladda upp en bild av detta fornminne |
| Jonsberg 9:1                | Stensättning     |              | Jonsberg, Östergötland |       | 58.497960, 16.843963 | 10044100090001 | Ladda upp en bild av detta fornminne |
| Jonsberg 9:2                | Stensättning     |              | Jonsberg, Östergötland |       | 58.497937, 16.843870 | 10044100090002 | Ladda upp en bild av detta fornminne |
| Jonsberg 9:3                | Stensättning     |              | Jonsberg, Östergötland |       | 58.497971, 16.843780 | 10044100090003 | Ladda upp en bild av detta fornminne |
| Jonsberg 10:1               | Stensättning     |              | Jonsberg, Östergötland |       | 58.497254, 16.843115 | 10044100100001 | Ladda upp en bild av detta fornminne |
| Jonsberg 10:2               | Stensättning     |              | Jonsberg, Östergötland |       | 58.497160, 16.843240 | 10044100100002 | Ladda upp en bild av detta fornminne |
| Jonsberg 11:1               | Stensättning     |              | Jonsberg, Östergötland |       | 58.523170, 16.832897 | 10044100110001 | Ladda upp en bild av detta fornminne |
| Jonsberg 12:1               | Röse             |              | Jonsberg, Östergötland |       | 58.555181, 16.994478 | 10044100120001 | Ladda upp en bild av detta fornminne |
| Jonsberg 13:1               | Röse             |              | Jonsberg, Östergötland |       | 58.526890, 16.968888 | 10044100130001 | Ladda upp en bild av detta fornminne |
| Jonsberg 14:1               | Röse             |              | Jonsberg, Östergötland |       | 58.480488, 16.952345 | 10044100140001 | Ladda upp en bild av detta fornminne |
| Hemits kula (Jonsberg 15:1) | Röse             |              | Jonsberg, Östergötland |       | 58.528764, 16.910925 | 10044100150001 | Ladda upp en bild av detta fornminne |
| Hemits kula (Jonsberg 15:2) | Stensättning     |              | Jonsberg, Östergötland |       | 58.528638, 16.911103 | 10044100150002 | Ladda upp en bild av detta fornminne |
| Hemits kula (Jonsberg 15:3) | Stensättning     |              | Jonsberg, Östergötland |       | 58.528536, 16.911323 | 10044100150003 | Ladda upp en bild av detta fornminne |
| Hemits kula (Jonsberg 15:4) | Stensättning     |              | Jonsberg, Östergötland |       | 58.528521, 16.911378 | 10044100150004 | Ladda upp en bild av detta fornminne |
| Hemits kula (Jonsberg 15:5) | Stensättning     |              | Jonsberg, Östergötland |       | 58.528565, 16.911374 | 10044100150005 | Ladda upp en bild av detta fornminne |
| Jonsberg 16:1               | Stensättning     |              | Jonsberg, Östergötland |       | 58.526373, 16.896825 | 10044100160001 | Ladda upp en bild av detta fornminne |
| Jonsberg 16:2               | Stensättning     |              | Jonsberg, Östergötland |       | 58.526422, 16.897092 | 10044100160002 | Ladda upp en bild av detta fornminne |
| Jonsberg 16:3               | Stensättning     |              | Jonsberg, Östergötland |       | 58.526154, 16.897324 | 10044100160003 | Ladda upp en bild av detta fornminne |
| Jonsberg 17:1               | Stensättning     |              | Jonsberg, Östergötland |       | 58.523108, 16.896631 | 10044100170001 | Ladda upp en bild av detta fornminne |
| Jonsberg 18:1               | Begravningsplats |              | Jonsberg, Östergötland |       | 58.504194, 16.956431 | 10044100180001 | Ladda upp en bild av detta fornminne |
| Jonsberg 19:1               | Stensättning     |              | Jonsberg, Östergötland |       | 58.485825, 16.853579 | 10044100190001 | Ladda upp en bild av detta fornminne |
| Jonsberg 21:1               | Stensättning     |              | Jonsberg, Östergötland |       | 58.502122, 16.867004 | 10044100210001 | Ladda upp en bild av detta fornminne |
| Jonsberg 22:1               | Röse             |              | Jonsberg, Östergötland |       | 58.516794, 16.804627 | 10044100220001 | Ladda upp en bild av detta fornminne |
| Jonsberg 23:1               | Stensättning     |              | Jonsberg, Östergötland |       | 58.494318, 16.954350 | 10044100230001 | Ladda upp en bild av detta fornminne |
| Jonsberg 24:1               | Stensättning     |              | Jonsberg, Östergötland |       | 58.491517, 16.986717 | 10044100240001 | Ladda upp en bild av detta fornminne |
| Jonsberg 25:1               | Stensättning     |              | Jonsberg, Östergötland |       | 58.492277, 16.969803 | 10044100250001 | Ladda upp en bild av detta fornminne |
| Jonsberg 26:1               | Stensättning     |              | Jonsberg, Östergötland |       | 58.510602, 16.825650 | 10044100260001 | Ladda upp en bild av detta fornminne |
| Jonsberg 26:2               | Stensättning     |              | Jonsberg, Östergötland |       | 58.510513, 16.825733 | 10044100260002 | Ladda upp en bild av detta fornminne |
| Jonsberg 27:1               | Stensättning     |              | Jonsberg, Östergötland |       | 58.509772, 16.831544 | 10044100270001 | Ladda upp en bild av detta fornminne |
| Jonsberg 28:1               | Stensättning     |              | Jonsberg, Östergötland |       | 58.509061, 16.831952 | 10044100280001 | Ladda upp en bild av detta fornminne |
| Jonsberg 29:1               | Röse             |              | Jonsberg, Östergötland |       | 58.508409, 16.824390 | 10044100290001 | Ladda upp en bild av detta fornminne |
| Jonsberg 30:1               | Stensättning     |              | Jonsberg, Östergötland |       | 58.507909, 16.825016 | 10044100300001 | Ladda upp en bild av detta fornminne |
| Jonsberg 31:1               | Stensättning     |              | Jonsberg, Östergötland |       | 58.493133, 16.830075 | 10044100310001 | Ladda upp en bild av detta fornminne |
| Jonsberg 32:1               | Stensättning     |              | Jonsberg, Östergötland |       | 58.496268, 16.832328 | 10044100320001 | Ladda upp en bild av detta fornminne |
| Jonsberg 33:1               | Stensättning     |              | Jonsberg, Östergötland |       | 58.497640, 16.830463 | 10044100330001 | Ladda upp en bild av detta fornminne |
| Jonsberg 34:1               | Stensättning     |              | Jonsberg, Östergötland |       | 58.498060, 16.826801 | 10044100340001 | Ladda upp en bild av detta fornminne |
| Jonsberg 35:1               | Röse             |              | Jonsberg, Östergötland |       | 58.497487, 16.827888 | 10044100350001 | Ladda upp en bild av detta fornminne |
| Jonsberg 35:2               | Röse             |              | Jonsberg, Östergötland |       | 58.497572, 16.828034 | 10044100350002 | Ladda upp en bild av detta fornminne |
| Jonsberg 36:1               | Gravfält         |              | Jonsberg, Östergötland |       | 58.495531, 16.816501 | 10044100360001 | Ladda upp en bild av detta fornminne |
| Jonsberg 37:1               | Stensättning     |              | Jonsberg, Östergötland |       | 58.497513, 16.821455 | 10044100370001 | Ladda upp en bild av detta fornminne |
| Jonsberg 38:1               | Stensättning     |              | Jonsberg, Östergötland |       | 58.497190, 16.820368 | 10044100380001 | Ladda upp en bild av detta fornminne |
| Jonsberg 38:2               | Stensättning     |              | Jonsberg, Östergötland |       | 58.497334, 16.820568 | 10044100380002 | Ladda upp en bild av detta fornminne |
| Jonsberg 39:1               | Stensättning     |              | Jonsberg, Östergötland |       | 58.499616, 16.813787 | 10044100390001 | Ladda upp en bild av detta fornminne |
| Jonsberg 39:2               | Stensättning     |              | Jonsberg, Östergötland |       | 58.499633, 16.813458 | 10044100390002 | Ladda upp en bild av detta fornminne |
| Jonsberg 39:3               | Stensättning     |              | Jonsberg, Östergötland |       | 58.499520, 16.813395 | 10044100390003 | Ladda upp en bild av detta fornminne |
| Jonsberg 39:4               | Stensättning     |              | Jonsberg, Östergötland |       | 58.499709, 16.813075 | 10044100390004 | Ladda upp en bild av detta fornminne |
| Jonsberg 40:1               | Röse             |              | Jonsberg, Östergötland |       | 58.499926, 16.813217 | 10044100400001 | Ladda upp en bild av detta fornminne |
| Jonsberg 41:1               | Stensättning     |              | Jonsberg, Östergötland |       | 58.504959, 16.799317 | 10044100410001 | Ladda upp en bild av detta fornminne |
| Jonsberg 42:1               | Stensättning     |              | Jonsberg, Östergötland |       | 58.501429, 16.796357 | 10044100420001 | Ladda upp en bild av detta fornminne |
| Jonsberg 43:1               | Borg             |              | Jonsberg, Östergötland |       | 58.508478, 16.775904 | 10044100430001 | Ladda upp en bild av detta fornminne |
| Jonsberg 44:1               | Stensättning     |              | Jonsberg, Östergötland |       | 58.513936, 16.777879 | 10044100440001 | Ladda upp en bild av detta fornminne |
| Jonsberg 46:1               | Stensättning     |              | Jonsberg, Östergötland |       | 58.520371, 16.787307 | 10044100460001 | Ladda upp en bild av detta fornminne |
| Jonsberg 47:1               | Stensättning     |              | Jonsberg, Östergötland |       | 58.521113, 16.784071 | 10044100470001 | Ladda upp en bild av detta fornminne |
| Jonsberg 48:1               | Stensättning     |              | Jonsberg, Östergötland |       | 58.506698, 16.785783 | 10044100480001 | Ladda upp en bild av detta fornminne |
| Jonsberg 49:1               | Gravfält         |              | Jonsberg, Östergötland |       | 58.502596, 16.780065 | 10044100490001 | Ladda upp en bild av detta fornminne |
| Jonsberg 50:1               | Stensättning     |              | Jonsberg, Östergötland |       | 58.502253, 16.769207 | 10044100500001 | Ladda upp en bild av detta fornminne |
| Jonsberg 51:1               | Stensättning     |              | Jonsberg, Östergötland |       | 58.499870, 16.765660 | 10044100510001 | Ladda upp en bild av detta fornminne |
| Jonsberg 52:1               | Röse             |              | Jonsberg, Östergötland |       | 58.508052, 16.755101 | 10044100520001 | Ladda upp en bild av detta fornminne |
| Jonsberg 52:2               | Stensättning     |              | Jonsberg, Östergötland |       | 58.507892, 16.755017 | 10044100520002 | Ladda upp en bild av detta fornminne |
| Jonsberg 53:1               | Stensättning     |              | Jonsberg, Östergötland |       | 58.507922, 16.752770 | 10044100530001 | Ladda upp en bild av detta fornminne |
| Jonsberg 54:1               | Stensättning     |              | Jonsberg, Östergötland |       | 58.504832, 16.753584 | 10044100540001 | Ladda upp en bild av detta fornminne |
| Jonsberg 54:2               | Stensättning     |              | Jonsberg, Östergötland |       | 58.504745, 16.753868 | 10044100540002 | Ladda upp en bild av detta fornminne |
| Jonsberg 55:1               | Stensättning     |              | Jonsberg, Östergötland |       | 58.504999, 16.754340 | 10044100550001 | Ladda upp en bild av detta fornminne |
| Jonsberg 57:1               | Röse             |              | Jonsberg, Östergötland |       | 58.511529, 16.879859 | 10044100570001 | Ladda upp en bild av detta fornminne |
| Jonsberg 57:2               | Stensättning     |              | Jonsberg, Östergötland |       | 58.511382, 16.879820 | 10044100570002 | Ladda upp en bild av detta fornminne |
| Jonsberg 58:1               | Stensättning     |              | Jonsberg, Östergötland |       | 58.512174, 16.879184 | 10044100580001 | Ladda upp en bild av detta fornminne |
| Jonsberg 59:1               | Stensättning     |              | Jonsberg, Östergötland |       | 58.515048, 16.874828 | 10044100590001 | Ladda upp en bild av detta fornminne |
| Jonsberg 60:1               | Stensättning     |              | Jonsberg, Östergötland |       | 58.507683, 16.897635 | 10044100600001 | Ladda upp en bild av detta fornminne |
| Jonsberg 60:2               | Stensättning     |              | Jonsberg, Östergötland |       | 58.507801, 16.897560 | 10044100600002 | Ladda upp en bild av detta fornminne |
| Jonsberg 61:1               | Röse             |              | Jonsberg, Östergötland |       | 58.500913, 16.946825 | 10044100610001 | Ladda upp en bild av detta fornminne |
| Jonsberg 63:1               | Röse             |              | Jonsberg, Östergötland |       | 58.548346, 16.831547 | 10044100630001 | Ladda upp en bild av detta fornminne |
| Jonsberg 64:1               | Stensättning     |              | Jonsberg, Östergötland |       | 58.534894, 16.845919 | 10044100640001 | Ladda upp en bild av detta fornminne |
| Jonsberg 65:1               | Röse             |              | Jonsberg, Östergötland |       | 58.473511, 16.877145 | 10044100650001 | Ladda upp en bild av detta fornminne |
| Jonsberg 66:1               | Röse             |              | Jonsberg, Östergötland |       | 58.479421, 16.876884 | 10044100660001 | Ladda upp en bild av detta fornminne |
| Jonsberg 67:1               | Röse             |              | Jonsberg, Östergötland |       | 58.473601, 16.918030 | 10044100670001 | Ladda upp en bild av detta fornminne |
| Jonsberg 68:1               | Röse             |              | Jonsberg, Östergötland |       | 58.468834, 16.865818 | 10044100680001 | Ladda upp en bild av detta fornminne |
| Jonsberg 69:1               | Stensättning     |              | Jonsberg, Östergötland |       | 58.520170, 16.868177 | 10044100690001 | Ladda upp en bild av detta fornminne |
| Jonsberg 70:1               | Röse             |              | Jonsberg, Östergötland |       | 58.519864, 16.871792 | 10044100700001 | Ladda upp en bild av detta fornminne |
| Jonsberg 71:1               | Stensättning     |              | Jonsberg, Östergötland |       | 58.520679, 16.867337 | 10044100710001 | Ladda upp en bild av detta fornminne |
| Jonsberg 72:1               | Röse             |              | Jonsberg, Östergötland |       | 58.475246, 16.872252 | 10044100720001 | Ladda upp en bild av detta fornminne |
| Jonsberg 73:1               | Stensättning     |              | Jonsberg, Östergötland |       | 58.504078, 16.760298 | 10044100730001 | Ladda upp en bild av detta fornminne |
| Jonsberg 73:2               | Stensättning     |              | Jonsberg, Östergötland |       | 58.503935, 16.760022 | 10044100730002 | Ladda upp en bild av detta fornminne |
| Jonsberg 73:3               | Stensättning     |              | Jonsberg, Östergötland |       | 58.503884, 16.759772 | 10044100730003 | Ladda upp en bild av detta fornminne |
| Jonsberg 73:4               | Stensättning     |              | Jonsberg, Östergötland |       | 58.504089, 16.760038 | 10044100730004 | Ladda upp en bild av detta fornminne |
| Jonsberg 75:1               | Stensättning     |              | Jonsberg, Östergötland |       | 58.498349, 16.794748 | 10044100750001 | Ladda upp en bild av detta fornminne |
| Jonsberg 79:1               | Stensättning     |              | Jonsberg, Östergötland |       | 58.496127, 16.786336 | 10044100790001 | Ladda upp en bild av detta fornminne |
| Jonsberg 79:2               | Stensättning     |              | Jonsberg, Östergötland |       | 58.496140, 16.786539 | 10044100790002 | Ladda upp en bild av detta fornminne |
| Jonsberg 81:1               | Röse             |              | Jonsberg, Östergötland |       | 58.496304, 16.791710 | 10044100810001 | Ladda upp en bild av detta fornminne |
| Jonsberg 81:2               | Röse             |              | Jonsberg, Östergötland |       | 58.496435, 16.792298 | 10044100810002 | Ladda upp en bild av detta fornminne |
| Jonsberg 81:3               | Stensättning     |              | Jonsberg, Östergötland |       | 58.496065, 16.792247 | 10044100810003 | Ladda upp en bild av detta fornminne |
| Jonsberg 84:1               | Stensättning     |              | Jonsberg, Östergötland |       | 58.492982, 16.984612 | 10044100840001 | Ladda upp en bild av detta fornminne |
| Jonsberg 84:2               | Stensättning     |              | Jonsberg, Östergötland |       | 58.493016, 16.984772 | 10044100840002 | Ladda upp en bild av detta fornminne |
| Jonsberg 87:1               | Stensättning     |              | Jonsberg, Östergötland |       | 58.496320, 16.993634 | 10044100870001 | Ladda upp en bild av detta fornminne |
| Jonsberg 94:1               | Röse             |              | Jonsberg, Östergötland |       | 58.536892, 16.981740 | 10044100940001 | Ladda upp en bild av detta fornminne |
| Jonsberg 99:1               | Stensättning     |              | Jonsberg, Östergötland |       | 58.543270, 16.977411 | 10044100990001 | Ladda upp en bild av detta fornminne |
| Jonsberg 100:1              | Stensättning     |              | Jonsberg, Östergötland |       | 58.555274, 16.993132 | 10044101000001 | Ladda upp en bild av detta fornminne |
| Jonsberg 103:1              | Röse             |              | Jonsberg, Östergötland |       | 58.550889, 17.008008 | 10044101030001 | Ladda upp en bild av detta fornminne |
| Jonsberg 112:1              | Stensättning     |              | Jonsberg, Östergötland |       | 58.558655, 16.959470 | 10044101120001 | Ladda upp en bild av detta fornminne |
| Jonsberg 112:2              | Röse             |              | Jonsberg, Östergötland |       | 58.558669, 16.959004 | 10044101120002 | Ladda upp en bild av detta fornminne |
| Jonsberg 114:1              | Stensättning     |              | Jonsberg, Östergötland |       | 58.577895, 16.821188 | 10044101140001 | Ladda upp en bild av detta fornminne |
| Jonsberg 117:1              | Röse             |              | Jonsberg, Östergötland |       | 58.487800, 16.843624 | 10044101170001 | Ladda upp en bild av detta fornminne |
| Jonsberg 117:2              | Röse             |              | Jonsberg, Östergötland |       | 58.487863, 16.843883 | 10044101170002 | Ladda upp en bild av detta fornminne |
| Jonsberg 117:3              | Stensättning     |              | Jonsberg, Östergötland |       | 58.487941, 16.843755 | 10044101170003 | Ladda upp en bild av detta fornminne |
| Jonsberg 119:1              | Röse             |              | Jonsberg, Östergötland |       | 58.465155, 16.865711 | 10044101190001 | Ladda upp en bild av detta fornminne |
| Jonsberg 120:1              | Stensättning     |              | Jonsberg, Östergötland |       | 58.466243, 16.866189 | 10044101200001 | Ladda upp en bild av detta fornminne |
| Jonsberg 123:1              | Stensättning     |              | Jonsberg, Östergötland |       | 58.516976, 16.802755 | 10044101230001 | Ladda upp en bild av detta fornminne |
| Jonsberg 125:1              | Stensättning     |              | Jonsberg, Östergötland |       | 58.517683, 16.761059 | 10044101250001 | Ladda upp en bild av detta fornminne |
| Jonsberg 125:2              | Stensättning     |              | Jonsberg, Östergötland |       | 58.517590, 16.760815 | 10044101250002 | Ladda upp en bild av detta fornminne |
| Jonsberg 125:3              | Stensättning     |              | Jonsberg, Östergötland |       | 58.517546, 16.761036 | 10044101250003 | Ladda upp en bild av detta fornminne |
| Jonsberg 126:1              | Stensättning     |              | Jonsberg, Östergötland |       | 58.515711, 16.767163 | 10044101260001 | Ladda upp en bild av detta fornminne |
| Jonsberg 126:2              | Stensättning     |              | Jonsberg, Östergötland |       | 58.515870, 16.767006 | 10044101260002 | Ladda upp en bild av detta fornminne |
| Jonsberg 127:1              | Stensättning     |              | Jonsberg, Östergötland |       | 58.527989, 16.823292 | 10044101270001 | Ladda upp en bild av detta fornminne |
| Jonsberg 130:1              | Stensättning     |              | Jonsberg, Östergötland |       | 58.516646, 16.863420 | 10044101300001 | Ladda upp en bild av detta fornminne |
| Jonsberg 131:1              | Stensättning     |              | Jonsberg, Östergötland |       | 58.521093, 16.764010 | 10044101310001 | Ladda upp en bild av detta fornminne |
| Jonsberg 132:1              | Stensättning     |              | Jonsberg, Östergötland |       | 58.498438, 16.811484 | 10044101320001 | Ladda upp en bild av detta fornminne |
| Jonsberg 133:1              | Stensättning     |              | Jonsberg, Östergötland |       | 58.499191, 16.811809 | 10044101330001 | Ladda upp en bild av detta fornminne |
| Jonsberg 133:2              | Stensättning     |              | Jonsberg, Östergötland |       | 58.499248, 16.811597 | 10044101330002 | Ladda upp en bild av detta fornminne |
| Jonsberg 133:3              | Stensättning     |              | Jonsberg, Östergötland |       | 58.499368, 16.811850 | 10044101330003 | Ladda upp en bild av detta fornminne |
| Jonsberg 133:4              | Stensättning     |              | Jonsberg, Östergötland |       | 58.499284, 16.812503 | 10044101330004 | Ladda upp en bild av detta fornminne |
| Jonsberg 134:1              | Stensättning     |              | Jonsberg, Östergötland |       | 58.498373, 16.796032 | 10044101340001 | Ladda upp en bild av detta fornminne |
| Jonsberg 134:2              | Stensättning     |              | Jonsberg, Östergötland |       | 58.498482, 16.795815 | 10044101340002 | Ladda upp en bild av detta fornminne |
| Jonsberg 134:3              | Stensättning     |              | Jonsberg, Östergötland |       | 58.498509, 16.796507 | 10044101340003 | Ladda upp en bild av detta fornminne |
| Jonsberg 134:4              | Stensättning     |              | Jonsberg, Östergötland |       | 58.498514, 16.796917 | 10044101340004 | Ladda upp en bild av detta fornminne |
| Jonsberg 135:1              | Stensättning     |              | Jonsberg, Östergötland |       | 58.496326, 16.795125 | 10044101350001 | Ladda upp en bild av detta fornminne |
| Jonsberg 135:2              | Stensättning     |              | Jonsberg, Östergötland |       | 58.496203, 16.795285 | 10044101350002 | Ladda upp en bild av detta fornminne |
| Jonsberg 138:1              | Stensättning     |              | Jonsberg, Östergötland |       | 58.495391, 16.790701 | 10044101380001 | Ladda upp en bild av detta fornminne |
| Jonsberg 139:1              | Stensättning     |              | Jonsberg, Östergötland |       | 58.496609, 16.791100 | 10044101390001 | Ladda upp en bild av detta fornminne |
| Jonsberg 141:1              | Stensättning     |              | Jonsberg, Östergötland |       | 58.496066, 16.825231 | 10044101410001 | Ladda upp en bild av detta fornminne |
| Jonsberg 142:1              | Stensättning     |              | Jonsberg, Östergötland |       | 58.496567, 16.824963 | 10044101420001 | Ladda upp en bild av detta fornminne |
| Jonsberg 142:2              | Stensättning     |              | Jonsberg, Östergötland |       | 58.496574, 16.824680 | 10044101420002 | Ladda upp en bild av detta fornminne |
| Jonsberg 143:1              | Stensättning     |              | Jonsberg, Östergötland |       | 58.496567, 16.830571 | 10044101430001 | Ladda upp en bild av detta fornminne |
| Jonsberg 145                | Stensättning     |              | Jonsberg, Östergötland |       | 58.507566, 16.825619 | 12000000005825 | Ladda upp en bild av detta fornminne |
| Jonsberg 170                | Stensättning     |              | Jonsberg, Östergötland |       | 58.473073, 16.927325 | 12000000025496 | Ladda upp en bild av detta fornminne |
| Jonsberg 175                | Stensättning     |              | Jonsberg, Östergötland |       | 58.497306, 16.955973 | 12000000025501 | Ladda upp en bild av detta fornminne |
| Jonsberg 180                | Stensättning     |              | Jonsberg, Östergötland |       | 58.486971, 16.970182 | 12000000025506 | Ladda upp en bild av detta fornminne |
| Jonsberg 182                | Stensättning     |              | Jonsberg, Östergötland |       | 58.503261, 16.959112 | 12000000025508 | Ladda upp en bild av detta fornminne |
| Jonsberg 184                | Stensättning     |              | Jonsberg, Östergötland |       | 58.487021, 16.970090 | 12000000025510 | Ladda upp en bild av detta fornminne |
| Jonsberg 185                | Stensättning     |              | Jonsberg, Östergötland |       | 58.489244, 16.971047 | 12000000025511 | Ladda upp en bild av detta fornminne |
| Jonsberg 201                | Stensättning     |              | Jonsberg, Östergötland |       | 58.474700, 16.806265 | 12000000034086 | Ladda upp en bild av detta fornminne |
| Jonsberg 202                | Röse             |              | Jonsberg, Östergötland |       | 58.474645, 16.805996 | 12000000034087 | Ladda upp en bild av detta fornminne |
| Jonsberg 204                | Stensättning     |              | Jonsberg, Östergötland |       | 58.474803, 16.806483 | 12000000034092 | Ladda upp en bild av detta fornminne |
| Jonsberg 208                | Stensättning     |              | Jonsberg, Östergötland |       | 58.475227, 16.797097 | 12000000034099 | Ladda upp en bild av detta fornminne |
| Jonsberg 209                | Stensättning     |              | Jonsberg, Östergötland |       | 58.475202, 16.797120 | 12000000034100 | Ladda upp en bild av detta fornminne |
| Jonsberg 210                | Stensättning     |              | Jonsberg, Östergötland |       | 58.474155, 16.801834 | 12000000034101 | Ladda upp en bild av detta fornminne |
| Jonsberg 234                | Röse             |              | Jonsberg, Östergötland |       | 58.474815, 16.869055 | 12000000122801 | Ladda upp en bild av detta fornminne |